# Elanskij rajon
L'Elanskij rajon (in russo Еланский район?) è un rajon dell'oblast' di Volgograd, in Russia, il cui capoluogo è Elan'. Istituito nel 1928, ricopre una superficie di 2.667 chilometri quadrati e nel 2021 ospitava una popolazione di circa 29.000 abitanti.